# À l'envers
À l'envers (укр. Назворот) — пісня Жана-Жака Гольдмана, записана в 1981 році. Перша композиція в його першому студійному альбомі «Démodé».

## Про пісню
Як першу пісню свого першого альбому, Жан-Жак Гольдман вибрав композицію «À l'envers», гітарна партія, як наскрізний її мотив. Вокальну партію Жана-Жака, в приспіві, супроводжує хоровий колектив. Пісню переспівували: і сам автор, й інші французькі виконавці.

## Фрагмент пісні
Фрагмент пісні (останній куплет і останній приспів):
J't'ai pas dit les mots des autres

J'connais pas l'vocabulaire

Suffit pas d'être sincère

Y'a des façons des manières

J'suis pas doué j'sais pas y faire

Le coeur à l'envers

J'fais jamais jamais jamais l'affaire